# Una familia de tantas
Una familia de tantas és una pel·lícula de drama escrita i dirigida per Alejandro Galindo i protagonitzada per Fernando Soler, David Silva, Martha Roth, Eugenia Galindo i Felipe de Alba, estrenada el 1949

## Sinopsi
Una família de classe mitjana de la Ciutat de Mèxic conformada per cinc fills, que és sacsejada des de les seves bases per l'aparició d'un venedor d'electrodomèstics que posa en dubte la concòrdia familiar. Un dels fills es casa per deure mentre que la seva germana Estela escapa de la casa i Maru, la més jove, s'uneix en matrimoni amb el venedor sense el consentiment patern. La vitalitat narrativa, la naturalitat dels diàlegs i el bon acompliment actoral són part d'un agut melodrama que confronta dues modalitats de classe mitjana: la repressiva del pare i la progressista i innovadora agilitat del venedor per a introduir-se en aquesta família i acabar casant a Marú (Martha Roth).

## Temes
La segona meitat de la dècada dels quaranta va representar, pels menys per als sectors més afavorits de la societat mexicana, l'època en què Mèxic va ingressar a una modernitat caracteritzada per un estil de vida fortament influenciat per costums i hàbits de consum importats dels Estats Units.
El fenomen no era nou. Mig segle abans, Mèxic dirigia la seva mirada cap a França, país en el qual molts compatriotes -inclòs el president Díaz- van trobar la inspiració necessària per a intentar convertir a Mèxic en una nació moderna i puixant.
El diferent radicava en l'èmfasi, a més de la proximitat geogràfica. Mentre que el mexicà afrancesat de principis de segle aconseguia combinar els seus valors tradicionals -heretats de la mescla cultural hispano-mexicana- amb el refinat avantguardisme francès, la modernitat de la postguerra trencava rotundament amb les tradicions més arrelades de la cultura mexicana. La modernitat francesa era catòlica, llatina i elegant. La modernitat americana era protestant, saxona i vulgar.
La veritat és que Mèxic canviava més ràpidament que la seva gent. La capital arribava al milió d'habitants i la nació ja no era governat per militars. L'aliança amb els Estats Units durant la Segona Guerra Mundial havia enriquit al país i l'accelerat creixement produïa la primera generació de milionaris mexicans des dels anys del porfiriato. La classe mitjana creixia i els aparells electrodomèstics començaven a envair les llars mexicanes, prometent a les sofertes mestresses de casa un alliberament mai abans somiada. L'aparició d'aquests aparells era una novetat, com per exemple la geladora (refrigerador) o l'aspiradora, que no estaven tan fàcil a l'abast de les butxaques.
Una família de tantes és un dels millors retrats fílmics d'aquesta etapa de canvis socials a Mèxic que José Emilio Pacheco descrivís de manera magistral en la seva famosa novel·la "Las batallas en el desierto".
Com en la novel·la de Pacheco, els personatges de la cinta d'Alejandro Galindo es veuen enfrontats a una ruptura de l'ordre tradicional en el nucli familiar, la qual cosa desencadena un xoc de voluntats irreconciliables. No obstant això, mentre que en "Las batallas en el desierto" la ruptura és un esdeveniment passatger, en la magnífica cinta de Galindo la transgressió és definitiva. L'aspiradora que tracta de vendre el personatge interpretat per David Silva esborra, literalment, la pols vella que sembla acompanyar sempre a don Fernando Soler.
Melodrama sense concessions, Una família de tantes és una de les poques cintes de l'època d'or que es mantenen vigents fins als nostres dies. A punt de travessar el llindar del nou segle, encara hi ha a Mèxic moltes Marus enfrontades a la intolerància d'altres Rodrigos Cataño, obstinats a enyorar uns temps "menys moderns" que els que vivim.

## Repartiment
- Fernando Soler - Rodrigo Cataño
- David Silva - Roberto del Hierro (Enamorado de Maru)
- Martha Roth - Maru Cataño
- Carlos Riquelme - Ricardo Cataño
- Eugenia Galindo - Doña Gracia Cataño
- Enriqueta Reza - Guadalupe (sirvienta)
- Manuel de la Vega - El Cartucho
- Felipe de Alba - Héctor Cataño
- Nora Veryán - Hilda (novia de Héctor)
- Isabel del Puerto - Estela Cataño
- Alma Delia Fuentes - Lupita Cataño
- Maruja Grifell - Madre de Roberto
- Jorge Martínez de Hoyos - El presentador
- Conchita Gentil Arcos - Jovita Espinoza de los Ríos (Congregación de la Sábana Santa
- María Gentil Arcos - Invitada a fiesta #1
- Victoria Sastre

## Premis

### Ariel[3]
| Any  | Categoria                  |
| ---- | -------------------------- |
| 1950 | Millor Pel·lícula          |
| 1950 | Millor Direcció            |
| 1950 | Millor Adaptació           |
| 1950 | Millor Escenografia        |
| 1950 | Millor Coactuació Femenina |